# Панторима
Пантори́ма, або олори́ма (грец. Παντα — весь та грец. ῥυθμός — розмірність, ритм, узгодженість) — різновид рими за розташуванням у вірші комбінаторної поезії, який вирізняє рима, яка об'єднує багато звуків, далеко заглиблюючись у середину рядка, вступаючи в різноманітні, але багаті співзвуччя; суголосся, що охоплює не лише окремі слова чи їх закінчення, а якомога повніше віршові рядки:
Так важко на жорстокім камені
Шляхів вирізьблювати грань.
Невже і справді заважка мені
Дорога зустрічей і тиха путь прощань? (М. Бажан).
Панторима засвідчує тонке мовне чуття та вишукане опанування автора словом, хоча повністю заримованих, тим більше однакових за своїм буквеним складом та послідовністю літер, віршових рядків (пантограма) в українській поезії майже не спостерігається. Виняток — творчість Володимира Книра, автора найдовшої пантограми, а отже й панторими (та олорими) в українській мові:
Як раз дасте старому фельдшеру вати,
якраз дасте старому фельдшерувати. (30 літер).
Та подовженого її варіанту: 
Як ось видаватимете тамтому старенькому фельдшеру вати,
якось ви даватимете там тому старенькому фельдшерувати. (48 літер).
Якщо другий рядок складається з меншої кількості заримованих складів, ніж перший рядок, така рима називається ехорима (або відлуння-рима). 
Вірш, повністю написаний з використанням панторими, називається панторим, аналогічно до того, як вірш, повністю написаний з використанням ехорими  називається еховірш (ехорим) або відлуння-вірш.